# 维奥拉
维奥拉（義大利語：Viola），是意大利库内奥省的一个市镇。总面积21平方公里，人口433人，人口密度20.6人/平方公里（2009年）。ISTAT代码为004249。